# Guerre de capture iroquoienne
La guerre de capture est une guerre visant à faire des captifs pour apaiser l'âme des Iroquoiens morts ou  disparus. Cette guerre est pratiquée en Iroquoisie par les Iroquoiens, ainsi que sur tout le continent américain. Elle est davantage pratiquée en 1642 à cause de l'influence des Européens, mais connait une importante baisse en 1661 notamment en raison de la chute démographique causée par les maladies européennes. La guerre de capture consiste à un rituel de deuil. Les Iroquoiens croient en la vie après la mort, ils craignent le comportement des esprits tourmentés. Alors, leurs pratiques funéraires ont pour but d'empêcher que les défunts ne viennent hanter les vivants. Ainsi, pour que les âmes de leurs défunts trouvent repos, les guerriers iroquoiens doivent capturer des prisonniers. Soit ils les intègrent au sein du lignage, assurant ainsi la renaissance du défunt, soit ils les exécutent pour rétablir l'équilibre des relations entre les vivants et les morts. Les Iroquoiens pratiquent cette guerre dans le but de garder des relations harmonieuses avec le monde des forces invisibles et surnaturelles. 

## L'influence de l'arrivée des Européens sur la guerre de capture
Lorsque les Européens arrivent sur le continent américain, ils emmènent des maladies européennes avec eux. Les Iroquoiens ne sont pas protégés contre elles. Il y a donc davantage de morts iroquoiennes à venger. La guerre de capture se fait donc plus fréquemment dans les sociétés iroquoiennes à ce moment. Elle se fait entre les peuples autochtones ; les Iroquoiens ne s'attaquent pas aux Européens. C'est en 1642, avec la décision de Montmagny, premier gouverneur de la Nouvelle-France, d'appuyer ses alliés autochtones dans leurs conflits que les Iroquoiens commencent à s'attaquer aux Européens pour venger leurs guerriers tués ou morts par la maladie. Les Iroquoiens capturent alors des Français et leur font subir le même sort qu'aux autres autochtones,.

## Les préparatifs de la guerre de capture chez les Iroquoiens
Le chef de guerre doit s'assurer du bon moment pour faire le raid de capture. Il y parvient en faisant appel à un chaman, qui interagit avec les esprits, ou le chef de guerre s’isole et en jeûne, plusieurs jours, pour analyser ses songes. Lorsque le moment était venu, le chef de guerre annonçait que le recrutement des guerriers commençait en frappant de son casse-tête un poteau de guerre représentant l’ennemi. Le recrutement se faisait, généralement entre les hommes de son clan, mais, si le chef de guerre le jugeait nécessaire, le recrutement pouvait se faire entre les hommes de villages alliés. Pour ce faire, le chef de guerre tenait un conseil de guerre dans la maison. Le conseil se terminait par le chant de la mort, entamé par le chef et suivi par tous les hommes s’engageant au chef guerre. Les chants de la mort étaient différents pour chaque guerrier et venaient de leur père ou de leur lignée maternelle. Une buchette, soit  un bâton façonné et décoré de rouge, était remise au chef et signée par une marque distinctive par chaque homme s’engageant à combattre. À la suite de cette cérémonie, le chef organisait un festin dans sa maison, où ils mangeaient du chien, faisaient la danse de la guerre et invoquaient  Agreskoüe, le maitre de la vie et le grand génie du pais, qui est un esprit très puissant, associé à la guerre. Le lendemain de cette cérémonie, dès l’aube, les guerriers iroquoiens partaient pour la guerre,.
Discours tenu par un chef de guerre iroquoiens lors du festin du chien précédant la guerre de capture :

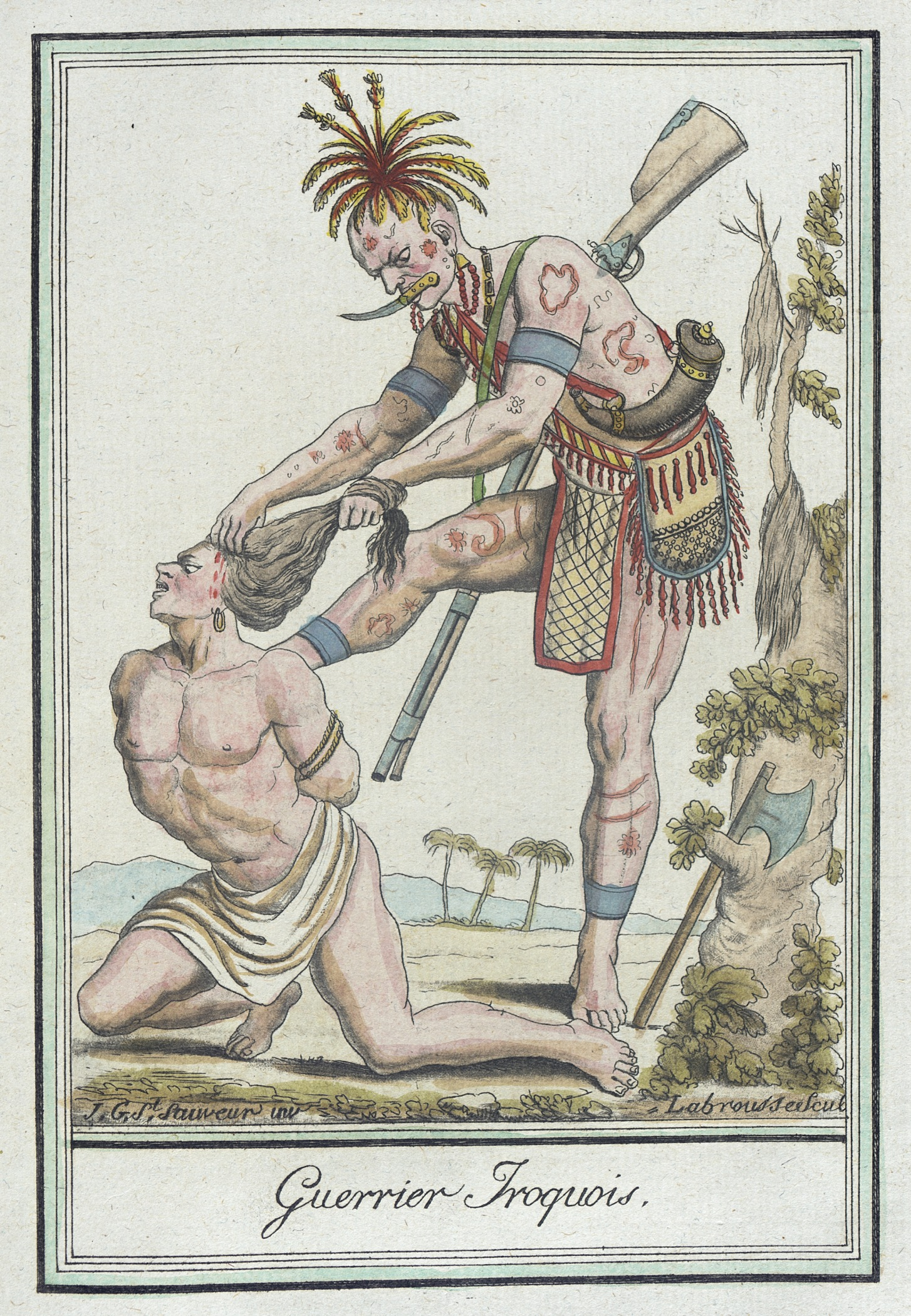
Guerrier iroquoien lors d'une guerre de capture

| Mes frères, je sais que je ne suis pas encore un homme, mais vous ignorez pourtant pas que j’ai vu quelquefois l’ennemi d’assez près. Nous avons été tués; les os de tels ou tels sont encore découverts, ils crient contre nous, il faut les satisfaire. C’étaient des hommes; comment avons-nous pu si tôt les oublier et demeurer si longtemps sur nos nattes) Enfin, l’Esprit, qui s’intéresse à ma gloire, m’a inspiré de les venger. Jeunesse, prenez courage, rafraîchissez vos cheveux; peignez-vous le visage, remplissez vos carquois, faisons retentir nos forêts de chants militaires, désennuyons nos morts et apprenons-leur qu’ils vont être vengés. |

## La relation entre les Iroquoiens et leurs captifs
Au retour des guerres de capture, le Conseil du village tient une assemblée et détermine le partage des captifs. Dans le cas, où il n’y a pas assez de prisonniers pour combler les pertes d’hommes, le Conseil du village faisait don des scalps aux familles en deuil, principalement aux femmes de ces familles. Dans le cas, où il y avait trop de prisonniers, les captifs en surplus appartenaient à toute la communauté iroquoienne. Ils pouvaient être utilisés comme esclaves, donnés à des groupes alliés ou suppliciés et immolés lors de rituels. Les prisonniers étaient aussi donnés aux femmes iroquoises, ayant subi un deuil, puisque c’est elles qui donnaient l’identité clanique des enfants et ressentaient, du même coup, davantage la perte d’un homme. C’étaient donc elles qui déterminaient le sort des prisonniers. Trois sorts étaient possibles, soit l’adoption, l’esclavage ou la mort.

### L'adoption des captifs de guerre
L’adoption des captifs de guerre représentait la dernière phase du deuil. Les guerriers iroquoiens étaient responsables de la mort sociale des captifs en les enlevant de force à leur clan, par la guerre de capture. Le conseil du village les dispersait, ensuite, dans les familles en deuil. Les femmes iroquoises, débutaient le processus d’assimilation en leur donnant une nouvelle identité par la cérémonie d’adoption. À la suite de cette cérémonie, les prisonniers avaient les mêmes droits et responsabilités des personnes qu’ils remplaçaient.

### L'esclavage des captifs de guerre
L’esclavage des captifs de guerre consiste à leur transition vers la mort. Il y avait deux types d’esclavages. L’esclavage domestique consiste à placer le captif sous l’autorité d’un maître et le réduire à un simple instrument productif. L’esclavage marchand, qui consiste à faire du commerce avec leur captif, de les échanger pour l’acquisition de biens. Les esclaves étaient l’équivalent des chiens pour les Iroquoiens, ce qui explique  le festin du chien avant le raid, qui représentait le repas cannibalique. 